# Ceropegia dimorpha
Ceropegia dimorpha là một loài thực vật có hoa trong họ La bố ma. Loài này được Humbert mô tả khoa học đầu tiên năm 1958.